# Jan Thorn Prikker

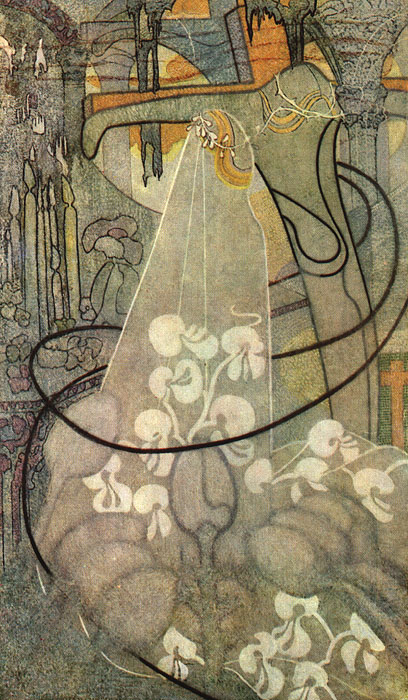
La novia (1892–1893), de Jan Thorn Prikker.

Johan Thorn-Prikker, conocido como Jan (La Haya, 5 de junio de 1868 - Colonia, 5 de marzo de 1932) fue un pintor y diseñador neerlandés dentro del estilo Art Nouveau o Jugendstil. 

## Biografía
Estudió en la Academia de La Haya desde 1883 hasta 1887. De 1910 es su primera vidriera, hecha para la estación de ferrocarriles de Hagen (Westfalia). A lo largo de toda su vida trabajó como profesor: de 1913 a 1918 en la Escuela de Artes y Oficios de Essen, de 1920 a 1923 en la Escuela de Artes y Oficios de Múnich, de 1923 a 1926 en la Academia de Arte de Düsseldorf, y de 1926 a 1932 en la Escuela de Artes y Oficios de Colonia.

## Obra
Fue una figura importante en el arte religioso. Cultiva sobre todo las artes aplicadas: mosaicos, murales, diseño de muebles y tapices, cerámica y batik. Pero destaca sobre todo como autor de vidrieras. Sus pinturas sobre cristal influyeron en muchos pintores alemanes. A él se atribuye la difusión en Renania del estilo artístico internacional. Su estilo tiene una gran originalidad, si bien se enmarca, en líneas generales, dentro del modernismo holandés, con motivos decorativos y temas alegórico-simbólicos. También le influyen el puntillismo, el simbolismo, el primitivo arte cristiano, los nabís, el orfismo y Der Blaue Reiter. A veces estiliza los motivos de tal modo que se acerca al arte abstracto.
Su pintura más famosa es la mística La novia, 1893 en el Museo Kroller-Muller de Otterlo. Otra pintura es la Madona en un campo de tulipanes.

## Enlaces
- La novia

- Datos: Q458861
- Multimedia: Johan Thorn Prikker / Q458861